# 1962 au théâtre
| Années du théâtre : 1959 - 1960 - 1961 - 1962 - 1963 - 1964 - 1965    |
| Décennies du théâtre : 1930 - 1940 - 1950 - 1960 - 1970 - 1980 - 1990 |

Cet article présente les faits marquants de l'année 1962 au théâtre.

## Pièces de théâtre représentées
- 11 janvier : La Foire d'empoigne de Jean Anouilh, Comédie des Champs-Élysées
- avril : Délire à deux d'Eugène Ionesco, Studio des Champs-Elysées
- 14 avril : Mon Faust de Paul Valéry
- 30 mai : La Fourmi dans le corps de Jacques Audiberti, Comédie-Française
- 18 juin : Œdipe roi de Jean Cocteau, mise en scène Louis Erlo, Théâtre antique de Lyon (à Fourvière) avec Jean Marais
- 15 décembre : Le roi se meurt d'Eugène Ionesco, Alliance française
- L'Échange de Paul Claudel, mise en scène Guy Suarès, Théâtre Hébertot

## Naissances
- 16 janvier : Andris Liepa, danseur du ballet russe
- Serge Kribus, auteur, metteur en scène et acteur belge

## Décès
- 1er avril : Michel de Ghelderode (pseudonyme d'Adémar Adolphe Louis Martens), dramaturge belge. (° 3 avril 1898).
- 17 mai : Daniel Sorano, acteur français (° 14 décembre 1920).
- 19 septembre : Nikolaï Pogodine, dramaturge soviétique (° 16 novembre 1900).
- 23 septembre : Patrick Hamilton, dramaturge et romancier britannique (° 17 mars 1904).